# Paraxiopsis pumilus
Paraxiopsis pumilus är en kräftdjursart som först beskrevs av Sakai 1994.  Paraxiopsis pumilus ingår i släktet Paraxiopsis och familjen Axiidae. Inga underarter finns listade i Catalogue of Life.